# أن بي أو راديو 1
أن بي أو راديو 1 هو قناة إذاعية في هولندا، تتحدث بشكل اساسي عن الأخبار والرياضة.

## تاريخ
نشأت القناة في عام 1947 باسم «هيلفرسوم 2»، ثم استخدمت اسمها الأصلي حتى 1 ديسمبر 1985، عندما تم تغيير الاسم إلى «راديو 1»، وظلت كذلك حتى تصبح «أن بي أو راديو 1» في عام 2014.